# Annabel Maule
Annabel Maule (* 8. September 1922 in London) ist eine britische Schauspielerin.

## Leben
Margaret Annabel Maule wurde als Tochter von Donovan Maule (1899–1982) und dessen Frau Mollie Maule im Londoner Stadtbezirk Lambeth geboren. Ihr Vater war Offizier (Major) in der British Army gewesen; ihre Mutter Schauspielerin. Maules Eltern zogen in der Zwischenkriegszeit von Großbritannien nach Mombasa, Kenia, um dort eine eigenständige koloniale Theaterszene aufzubauen; diese sollte sich an Kolonialoffiziere richten und an Briten, die insbesondere auch nach dem Zweiten Weltkrieg, als Siedler und Farmer zurückgekehrt waren. 1948/1949 gründeten Donovan/Maule in Nairobi den Donovan Maule Theatre Club, die erste professionelle Theater-Kompagnie in Kenia mit vollständigen Spielbetrieb. Später wurde daraus das Donovan Maule Theatre (The Donovan Maule Theatre Ltd.).
1948 begann Maule ihre Bühnenlaufbahn als Theaterschauspielerin in Kenia. Anfangs trat sie auch noch in Großbritannien auf. 1950 spielte sie beim Stratford Festival in der Komödie His Excellency von Campbell Christie und Dorothy Christie neben Eric Portman. Sie trat am 1952 gegründeten Kenya National Theatre auf. In den 1970er und 1980er Jahren war Maule Direktorin, Schauspielerin und Regisseurin (u. a. Bedroom Farce von Alan Ayckbourn) am Donovan Maule Theatre; sie wurde von Mitarbeitern und Schauspielern für ihren teilweise „tyrannischen“ Führungsstil kritisiert. 1984 musste das Donovan Maule Theatre aus finanziellen Gründen schließen. Maule unterrichtete in den 1990er Jahren als Schauspiellehrerin an der Nairobi Theatre Academy. Maules Karriere als Bühnenschauspielerin dauerte sehr lange. Noch 2002 trat sie am Phoenix Players Theatre in Nairobi in dem Theaterstück Striped Leopard von Oby Obyerodhyambo als weiße Lady neben Sam Madoka auf.
Maule übernahm seit Ende der 1930er Jahre auch Film- und Fernsehrollen. 1938 gab sie ihr Kinodebüt in einer kleinen Rolle in der Filmkomödie Save a Little Sunshire. Später arbeitete Maule hauptsächlich für das Fernsehen. In einer Fernsehverfilmung des Romans Sturmhöhe spielte sie 1948 die Rolle der Isabella Linton. Häufig war Maule in Fernsehfassungen von Theaterstücken zu sehen, so in der BBC-Reihe BBC Sunday-Night Theatre. 1956 wirkte sie für diese Reihe in dem Theaterstück Dark Victory, im November 1959 in dem Theaterstück The Velvet Alley mit. Vereinzelt übernahm sie auch Rollen in einigen britischen Fernsehserien; ihre Fernsehauftritte beinhalteten jedoch große Pausen und blieben weitgehend sporadisch.
Ihre letzte Kinorolle hatte Maule 1985 in dem in Kenia gedrehten Spielfilm Jenseits von Afrika. Sie verkörperte Lady Byrne, die Frau des britischen Gouverneurs Joseph Aloysius Byrne (1871–1942). In ihrer kurzen Szene, als Baronin Karen Blixen (gespielt von Meryl Streep) vor dem Gouverneur auf die Knie fällt, greift Maule als Frau des Gouverneurs ein, reicht Blixen die Hand und gibt ihr ihr Wort, sich bei ihrem Mann für einen Siedlungsplatz für den Stamm der Kikuya einzusetzen.
Maule arbeitete gelegentlich auch für den Rundfunk. 1954 wirkte sie in einer kleinen Rolle in einer Radiofassung des Shakespeare-Dramas Heinrich VIII. mit.
Maule wurde 1975 zum Member des Order of the British Empire ernannt; damit wurden ihre Verdienste für die Förderung des Britischen Theaters in Kenia gewürdigt. Ihre Familiengeschichte schrieb Maule in dem autobiografischen Buch Theatre Neat The Equator. The Donovan Maule Story (2004) nieder.

## Filmografie
- 1938: Save a Little Sunshine
- 1939: First Stop North
- 1948: Wuthering Heights (Fernsehfilm)
- 1952: Beauty and the Beast (Fernsehfilm)
- 1956: The Tamer Tamed (Fernsehfilm)
- 1956: BBC Saturday-Night Theatre: Dark Victory
- 1957: A Time of Say (Fernsehserie, 2 Folgen)
- 1959: BBC Saturday-Night Theatre: The Velvet Alley
- 1960: Tödliches Wissen (Danger Tomorrow)
- 1960: On Trial (Fernsehserie, 1 Folge)
- 1960: Kommissar Maigret (Maigret) (Fernsehserie, 1 Folge)
- 1961: Boyd Q.C. (Fernsehserie, 1 Folge)
- 1968: Dickson of Dock Green (Fernsehserie, 1 Folge)
- 1985: Jenseits von Afrika (Out of Africa)